# Alicia Ogoms
Alicia Shanice Ogoms, née le 2 avril 1994 à Winnipeg au Canada, est une joueuse internationale canadienne de volley-ball évoluant au poste de centrale.

## Biographie
Elle naît à Winnipeg, capitale de la province canadienne du Manitoba. Elle est la fille de Laura Kwiatkowski et de l'ancien basketteur Joe Ogoms. Elle a un frère prénommé Michael.

### Carrière
Elle commence à jouer au volley-ball à l'âge de 14 ans dans le club du Cobra, avant de rejoindre la Saint. Mary's Academy. Pour des raisons académiques, elle décide de s'installer aux États-Unis où elle prend part au championnat NCAA de 2012 à 2015 avec l'USC Trojans (en). Avec l'équipe californienne, elle reçoit un prix individuel.
En 2016, elle signe son premier contrat professionnel avec le PTPS Piła, équipe du championnat polonais avant de rejoindre la Serie A1 italienne l'année suivante, en s'engageant avec le SAB Volley (it). Elle revient dans la Liga Siatkówki Kobiet durant deux saisons, en jouant sous les couleurs du MKS Kalisz (2018–2019) puis du BKS Stal Bielsko-Biała (2019–2020). Après quelques mois d'inactivité, elle retrouve la première division italienne en janvier 2021, en rejoignant l'Azzurra Volley San Casciano.
Lors de la saison 2021-2022, elle défend les couleurs du Volley Bergame avant de rejoindre la Ligue A française la saison suivante en s'engageant avec le Terville Florange OC,.
En juin 2023, elle est recrutée par le Béziers Volley.
Lors de l'intersaison 2024, elle rejoint le Championnat grec et le club du AO Thiras.

### Équipe nationale canadienne
Elle intègre la sélection canadienne en 2016 à l'occasion de la Coupe panaméricaine, tournoi dans lequel elle remporte la médaille de bronze en 2018.
Elle participe au Grand Prix mondial en 2017 et au Championnat du monde de la FIVB en 2018.
Elle remporte la Challenger Cup en 2019.
Elle remporte la médaille de bronze au Championnat d'Amérique du Nord en 2019, 2021 et 2023.

## Clubs
- PTPS Piła (2016–2017)
- SAB Volley (it) (2017–2018)
- MKS Kalisz (2018–2019)

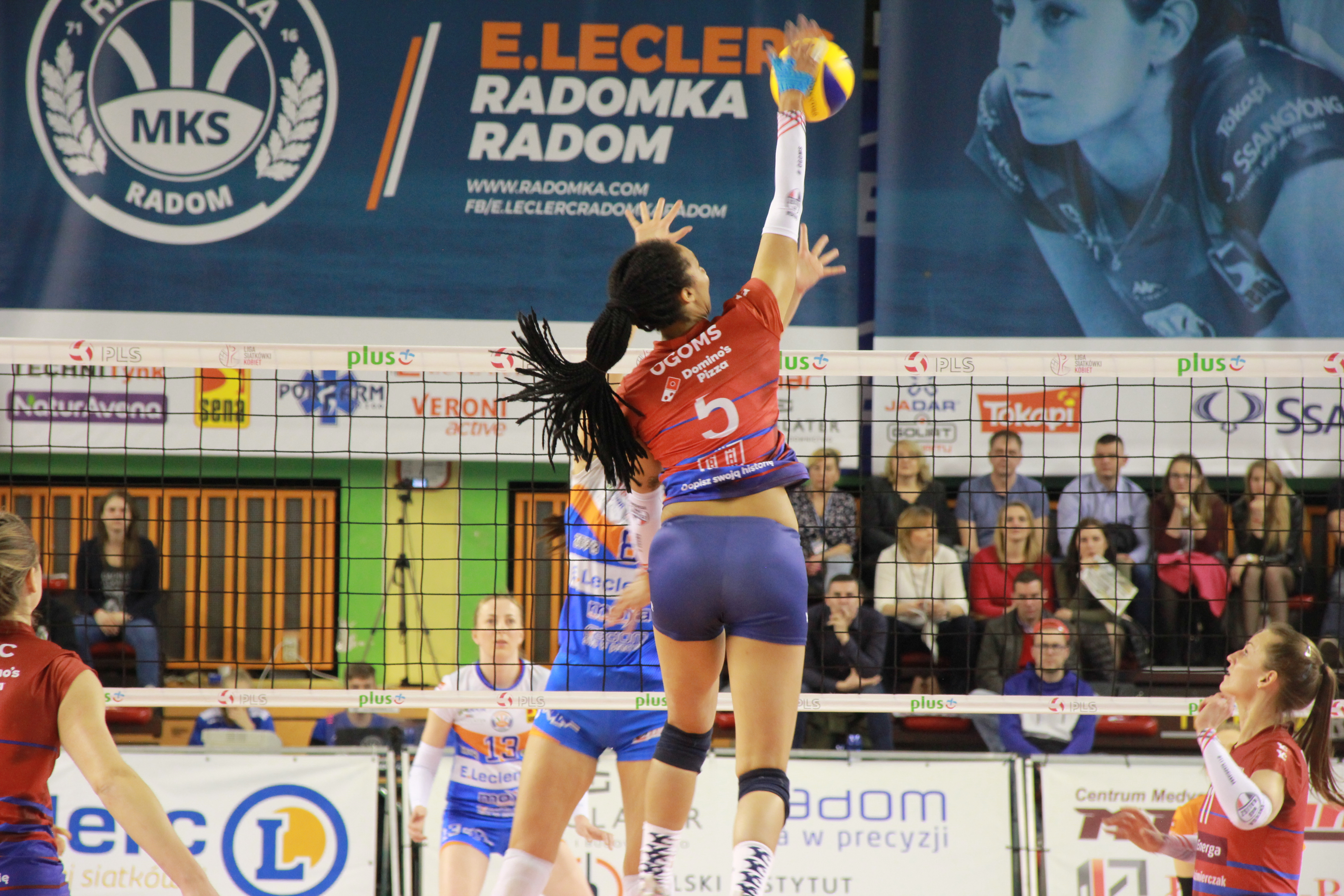
Alicia Ogoms sous les couleurs du MKS Kalisz face à Radom en mars 2019 en sport (Play-offs Liga).

- BKS Stal Bielsko-Biała (nov.2019–2020)
- AV San Casciano (jan.2021–2021)
- Volley Bergame (2021–2022)
- Terville Florange OC (2022–2023)
- Béziers Volley (2023–2024)
- AO Thiras (2024–2025)

## Palmarès

### En sélection nationale
- Challenger Cup (1) :
  - Vainqueur en 2019.

- Coupe panaméricaine :
  - 3e place en 2018.

- Championnat d'Amérique du Nord :
  - 3e place en 2019, 2021, 2023.

### En club
- Supercoupe de France :
  - Finaliste en 2023.